# Phare de Río Yaguanabo
Le phare de Río Yaguanabo (en espagnol : Faro de Río Yaguanabo) est un phare actif situé à l'embouchure du Río Yaguanabo (ceb), sur le littoral sud de la province de Cienfuegos, à Cuba.

## Histoire
L'embouchure de Río Yaguanabo se situe à environ 40 km au sud-est de Cienfuegos. Le phare se trouve à l'entrée du fleuve.
Les gardiens maintiennent un petit musée maritime et effectuent des visites guidées de la tour.

## Description
Ce phare  est une tour cylindrique en béton, avec une galerie circulaire et une lanterne de 34 m de haut, avec six contreforts au-dessus de la maison d'un gardien. La tour est peinte en blanc . Il émet, à une hauteur focale de 58 m, un éclat blanc par période de 10 secondes. Sa portée est de 15 milles nautiques (environ 28 km).
Identifiant : ARLHS : CUB-035 ; CU-0894 - Amirauté : J5093 - NGA : 110-13464 .

### Lien connexe
- Liste des phares de Cuba